# Ingelheim am Rhein
Ingelheim am Rhein is een oude plaats in de Duitse deelstaat Rijnland-Palts. Het is de Kreisstadt van de Landkreis Mainz-Bingen. De stad telt 35.161 inwoners. Ingelheim betekent "huis van de engelen". 
Karel de Grote stichtte hier een van zijn kaiserpfalzen waarvan de resten nog altijd zichtbaar zijn. De stad komt dan ook voor in  Karel ende Elegast.
Ingelheim geniet ook in Nederland enige bekendheid, doordat de schrijver Multatuli enige tijd in deze plaats heeft gewoond en er overleed.

## Bezienswaardigheden
- Burchtkerk, een laatgotische kerk van de 15e eeuw.

## Stedenband
- Afula (Israël)
- Stevenage (Verenigd Koninkrijk)
- San Pietro in Cariano (Italië)

## Wetenswaardigheid
Volgens een verzonnen verhaal dat opdook in de 13e eeuw was de enige vrouwelijke paus, pausin Johanna (Johannes Anglicus), die in de negende eeuw zou geleefd hebben, afkomstig uit Ingelheim.
Appenheim ·
Aspisheim ·
Bacharach ·
Badenheim ·
Bingen am Rhein ·
Bodenheim ·
Breitscheid ·
Bubenheim ·
Budenheim ·
Dalheim ·
Dexheim ·
Dienheim ·
Dolgesheim ·
Dorn-Dürkheim ·
Eimsheim ·
Engelstadt ·
Essenheim ·
Friesenheim ·
Gau-Algesheim ·
Gau-Bischofsheim ·
Gensingen ·
Grolsheim ·
Guntersblum ·
Hahnheim ·
Harxheim ·
Heidesheim am Rhein ·
Hillesheim ·
Horrweiler ·
Ingelheim am Rhein ·
Jugenheim in Rheinhessen ·
Klein-Winternheim ·
Köngernheim ·
Lörzweiler ·
Ludwigshöhe ·
Manubach ·
Mommenheim ·
Münster-Sarmsheim ·
Nackenheim ·
Nieder-Hilbersheim ·
Nieder-Olm ·
Niederheimbach ·
Nierstein ·
Ober-Hilbersheim ·
Ober-Olm ·
Oberdiebach ·
Oberheimbach ·
Ockenheim ·
Oppenheim ·
Sankt Johann ·
Schwabenheim an der Selz ·
Selzen ·
Sörgenloch ·
Sprendlingen ·
Stadecken-Elsheim ·
Trechtingshausen ·
Uelversheim ·
Undenheim ·
Wackernheim ·
Waldalgesheim ·
Weiler bei Bingen ·
Weinolsheim ·
Welgesheim ·
Wintersheim ·
Wolfsheim ·
Zornheim ·
Zotzenheim